# LifeNews

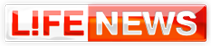
LifeNews logotyp.

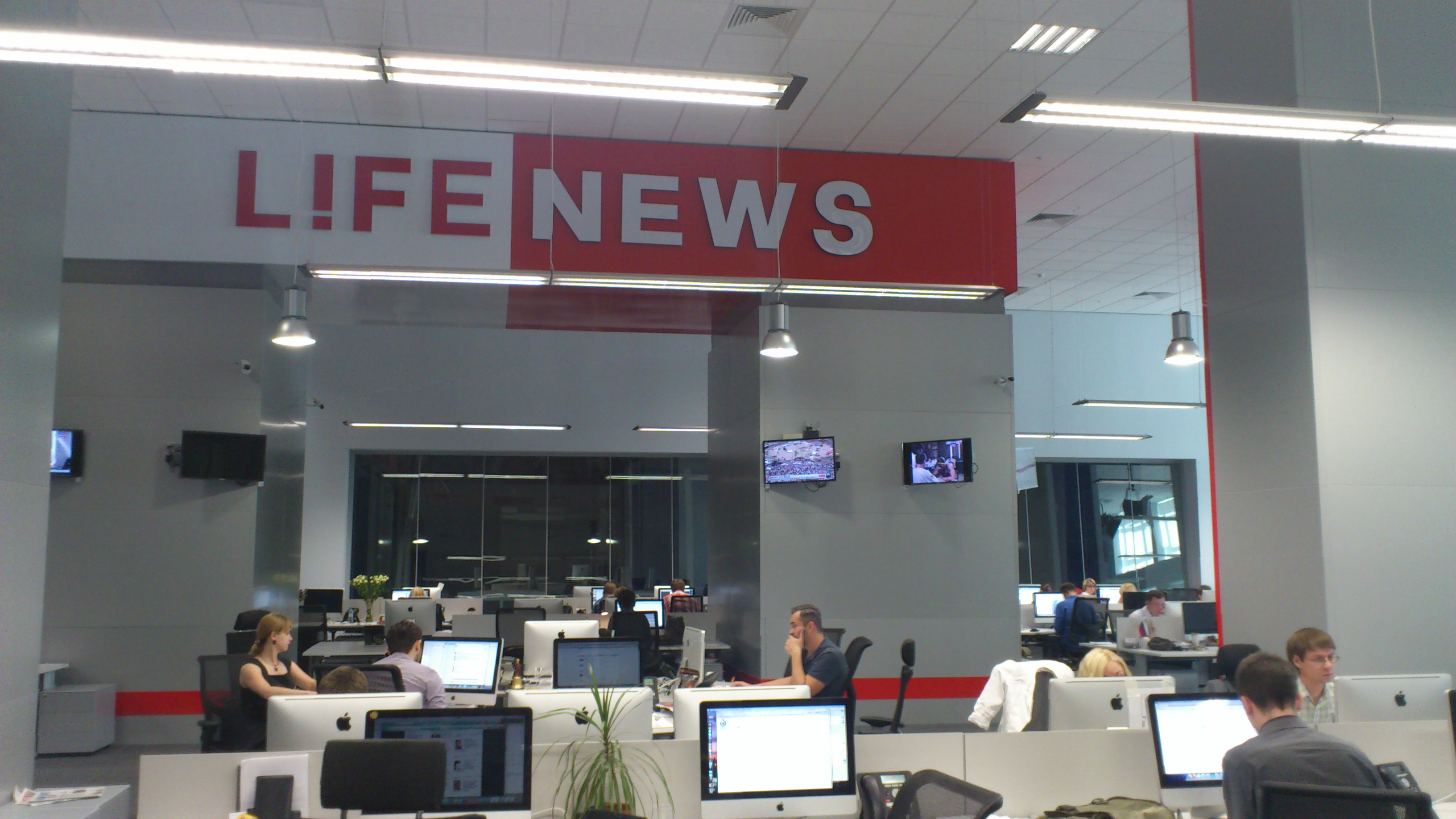
LifeNews redaktion.

LifeNews är en rysk nyhetskanal ägd av Aram och Asjot Gabreljanov, grundad 2009. Kanalen sänder nyheter dygnet runt på ryska.
Två av LifeNews medarbetare, journalisten Oleg Sidyakin och kameramannen Marat Saichenko, blev 18 maj 2014 tillfångatagna av ukrainska nationalgardet vid en vägspärr vid Kramatorsk i samband med Proryska protester i Ukraina 2014. Organisationen för säkerhet och samarbete i Europa (OSSE) har uppmanat Ukrainas interimsregering att frige de två LifeNews-medarbetarna. De frigavs innan den 25 maj 2014.

## Desinformationskampanj

### Svält i Schweiz
Den 2 november 2022 publicerade nyhetsportalen en artikel och en video av den ryska journalisten Petrova som bor i Lausanne som hävdar att Schweiz förbereder sig för en "hungervinter". I videon uppger journalisten att landet kan få slut på vatten och elektricitet inom ett par dagar och att kollektivtrafiken stoppas. Som bevis visar hon informationsbroschyren "Kluger Rat – Notvorrat" av "Bundesamt für wirtschaftliche Landesversorgung (BWL)" som hävdar att denna skickades till hela den schweiziska befolkningen. Men BWL avvisar dessa påståenden och anger att denna broschyr trycktes år tidigare och inte har något att göra med den nuvarande vintern. Den skickades heller aldrig till hela den schweiziska befolkningen. Efter att artikeln publicerats publicerade journalisten ett uttalande som förnekade stödet till någon desinformationskampanj mot Schweiz och att "hon själv var ett offer för rysk propaganda". Hon hävdar att en före detta kollega bad henne göra en video om broschyren och att hon inte visste att videon släpptes.